# فهرست کوه‌های استان کاناگاوا
- ۱. کوه تونوداکه
- ۲. کوه نابه واری (کاناگاوا)
- ۳. کوه تانزاوا
- ۴. کوه اویاما (کاناگاوا)
- ۵. کوه هینوکی بورامارو

- ۶. کوه کوما
- ۷. کوه تاکاتوری
- ۸. کوه هیروگاتاکه
- ۹. کوه آزه گامارو
- ۱۰. کوه اومورو (تانزاوا)

- ۱۱. کوه کوموتسوروشی
- ۱۲. کوه یاکه (تانزاوا)
- ۱۳. کوه هینوکیداکا
- ۱۴. کوه فورو
- ۱۵. کوه اونو (کاناگاوا)

- ۱۶. کوه شیدانگو
- ۱۷. کوه تاکاماتسو (شهر آتسوکی)
- ۱۸. کوه ماتسودا
- ۱۹. تپه شیبوساوا
- ۲۰. کوه کوبو

- ۲۱. کوه یاگوراداکه
- ۲۲. کوه ماروداکه
- ۲۳. کوه کینتوکی
- ۲۴. کوه میوجینگاتاکه (کاناگاوا)
- ۲۵. کوه میوجوگاتاکه

- ۲۶. کوه کامی
- ۲۷. کوه میکونی (هاکونه)
- ۲۸. کوه سنگن (تاکانوسو)
- ۲۹. کوه بیوبو
- ۳۰. کوه شیرو یاما (شهر یوگاوارا)

- ۳۱. کوه نانگو
- ۳۲. کوه ایشیگاکی
- ۳۳. کوه همورو
- ۳۴. هاکوسان (کاناگاوا)
- ۳۵. کوه توبیو

- ۳۶. کوه بوکا
- ۳۷. کوه مینامی (کاناگاوا)
- ۳۸. قله شیدا
- ۳۹. شیرویاما (شهر ساگامی هارا)
- ۴۰. کوه ناکازاوا

- ۴۱. کوه ایشی زاره
- ۴۲. کوه سکیرو
- ۴۳. کوه ساگامی آراشی
- ۴۴. کوه کاگه نوبو
- ۴۵. کوه جینبا

- ۴۶. کوه شوتوزان
- ۴۷. کوه گنجی
- ۴۸. کوه کینوهاری
- ۴۹. کوه اومارو (کاناگاوا)
- ۵۰. کوه تاکاتوری (یوکوسوکا.زوشیشی)

- ۵۱. کوه سنگن
- ۵۲. کوه اوگوسو
- ۵۳. کوه تاکه
- ۵۴. تپه سوگا [۱]